# Annemiek Kruijthof
Annemiek Kruijthof (Strijen, 19 september 1999) is een Nederlands voetbalspeelster.
Zij speelde voor Excelsior-Barendrecht sinds 2017 drie seizoenen in de Nederlandse Eredivisie. In de zomer van 2020 tekende ze een contract bij VV Alkmaar, waarna ze overging in AZ dat de licentie overnam. In 2024 streek Kruijthof neer in Zuid-Spanje bij Málaga.

## Statistieken
| Seizoen | Club                  | Land      | Competitie | Wedstrijden | Doelpunten |
| ------- | --------------------- | --------- | ---------- | ----------- | ---------- |
| 2017/18 | Excelsior/Barendrecht | Nederland | Eredivisie | 20          | 0          |
| 2018/19 | Excelsior/Barendrecht | Nederland | Eredivisie | 10          | 0          |
| 2019/20 | Excelsior/Barendrecht | Nederland | Eredivisie | 7           | 0          |
| 2020/21 | vv Alkmaar            | Nederland | Eredivisie | -           | -          |
| 2023/24 | AZ                    | Nederland | Eredivisie | -           | -          |
| Totaal  | Totaal                | Totaal    | Totaal     | 37          | 0          |

Laatste update: augustus 2020